# Himantoglossum robertianum
L'orchidea di Robert (Himantoglossum robertianum (Loisel.) P. Delforge) è una pianta appartenente alla famiglia delle Orchidacee.
Il suo nome è un omaggio al botanico francese Gaspard Nicolas Robert (1776-1857).

## Descrizione
È una pianta alta da 20 a 50 cm.

Perenne  tuberosa, con due organi sotterranei ovoidi.

Le foglie sono ovali o ellittiche e di colore verde chiaro.
L'infiorescenza, densa e cilindrica, porta numerosi fiori, grandi e profumati, di colore verde-violaceo.
Il labello, trilobato, è di colore  rosa violaceo con macchie  porporine centrali; I lobi laterali, allungati e sottili, sono a forma di braccia ripiegate verso il centro del labello mentre il lobo mediano è a sua volta diviso in due lobi generalmente divaricati.
Lo sperone, conico e più breve dell'ovario, è rivolto in basso.

Fioritura precoce (dicembre-aprile).

## Biologia
Si riproduce per impollinazione entomofila ad opera di diversi imenotteri apoidei tra cui Bombus hortorum e Xylocopa violacea.

B. robertiana non produce nettare, ma in compenso ospita numerose colonie dell'afide Dysaphis tulipae, la cui melata si accumula nello sperone dei fiori, fungendo da attrattiva per gli insetti .
In rari casi può ricorrere all'autoimpollinazione.

## Distribuzione e habitat
Questa specie ha un areale steno-mediterraneo.

In Italia è presente in gran parte della penisola e nelle isole maggiori.
L'habitat prediletto comprende prati, sottobosco, incolti e margini delle strade